# Grete Forst
Pour les articles homonymes, voir Forst.

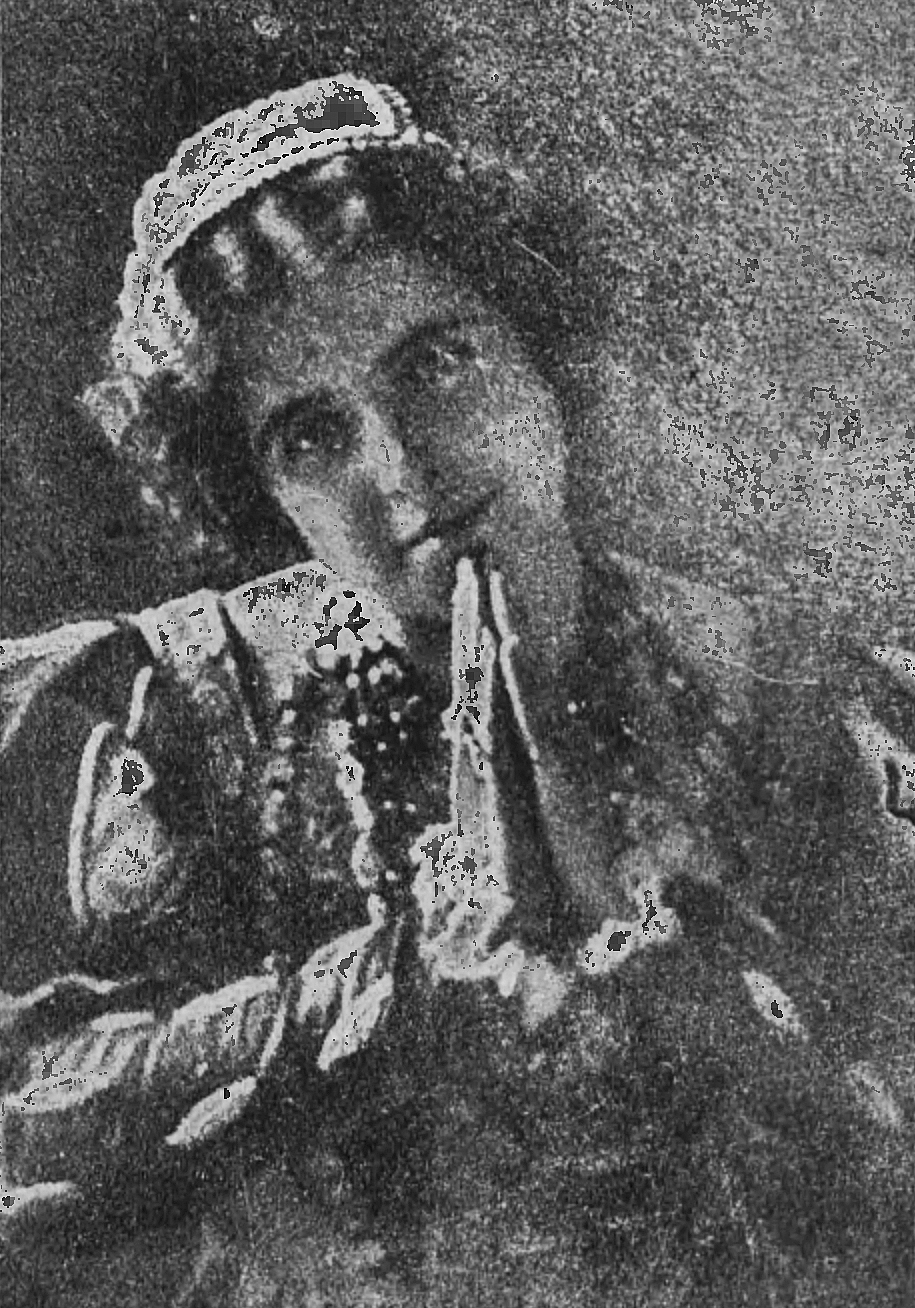
Grete Forst (ca. 1917)

Grete Forst, née le 16 août 1878 sous le nom de Margarete Feiglstock à Vienne et morte le 1er juin 1942 dans le camp d'extermination de Maly Trostenets près de Minsk, est une soprano autrichienne. 

## Biographie
Grete Forst se forme sous la direction d'Hermine Granichstätten. En 1898, elle se produit en public pour la première fois lors d'un concert d'étudiants. Elle fait ses débuts sur scène en tant que chanteuse en 1900 à l'Opéra de Cologne dans le rôle-titre de Lucia di Lammermoor de Gaetano Donizetti.  
En 1903, elle s'installe à l'Opéra d'État de Vienne, où elle intègre la troupe de Gustav Mahler et son premier rôle est également celui de Lucia. Les plus grands succès de sa carrière datent de cette époque, dont le rôle principal dans la première viennoise de Madame Butterfly de Puccini en 1907.  
Grete Forst épouse, en 1911, le banquier Hans Schuschny. Après le mariage, elle quitte l'Opéra d'État de Vienne pour se produire en tant que chanteuse de concert et enseigne le chant à Vienne. À partir de ce moment-là, elle se produit généralement sous le nom de scène Grete Forst-Schuschny. 
Alors que son fils émigre aux États-Unis en 1939, Grete Forst reste à Vienne et se convertit au catholicisme en 1940 pour tenter d'échapper à la déportation. Le 27 mai 1942, elle est quand même déportée par un convoi parti de Vienne vers le camp d'extermination de Maly Trostenets et à son arrivée, elle est assassinée,,. 